# Stenopterygiidae
De Stenopterygiidae zijn een familie van uitgestorven reptielen die leefden in het Jura. Ze behoorden tot de Ichthyosauria.
In 1934 benoemde Oskar Kuhn een familie Stenopterygiidae om Stenopterygius een plaats te geven. Een ander mogelijk lid is Magnipterygius.

## Kenmerken
Deze dieren waren carnivore ichthyosauriërs met een gestroomlijnd lichaam, met aan de onderzijde twee paar lange, smalle peddelvormige ledematen, die uit vijf tenen/vingers bestonden. De voorste ledematen waren groter dan de achterste. De haai-achtige rugvin bevond zich in het midden, boven op het lichaam. Deze dieren hadden een sikkelvormige staart.
Deze dieren waren levendbarend.

## Vondsten
Fossielen werden gevonden in Engeland, Frankrijk, Duitsland, Zwitserland en Luxemburg.